# Altarstein (Sächsische Schweiz)

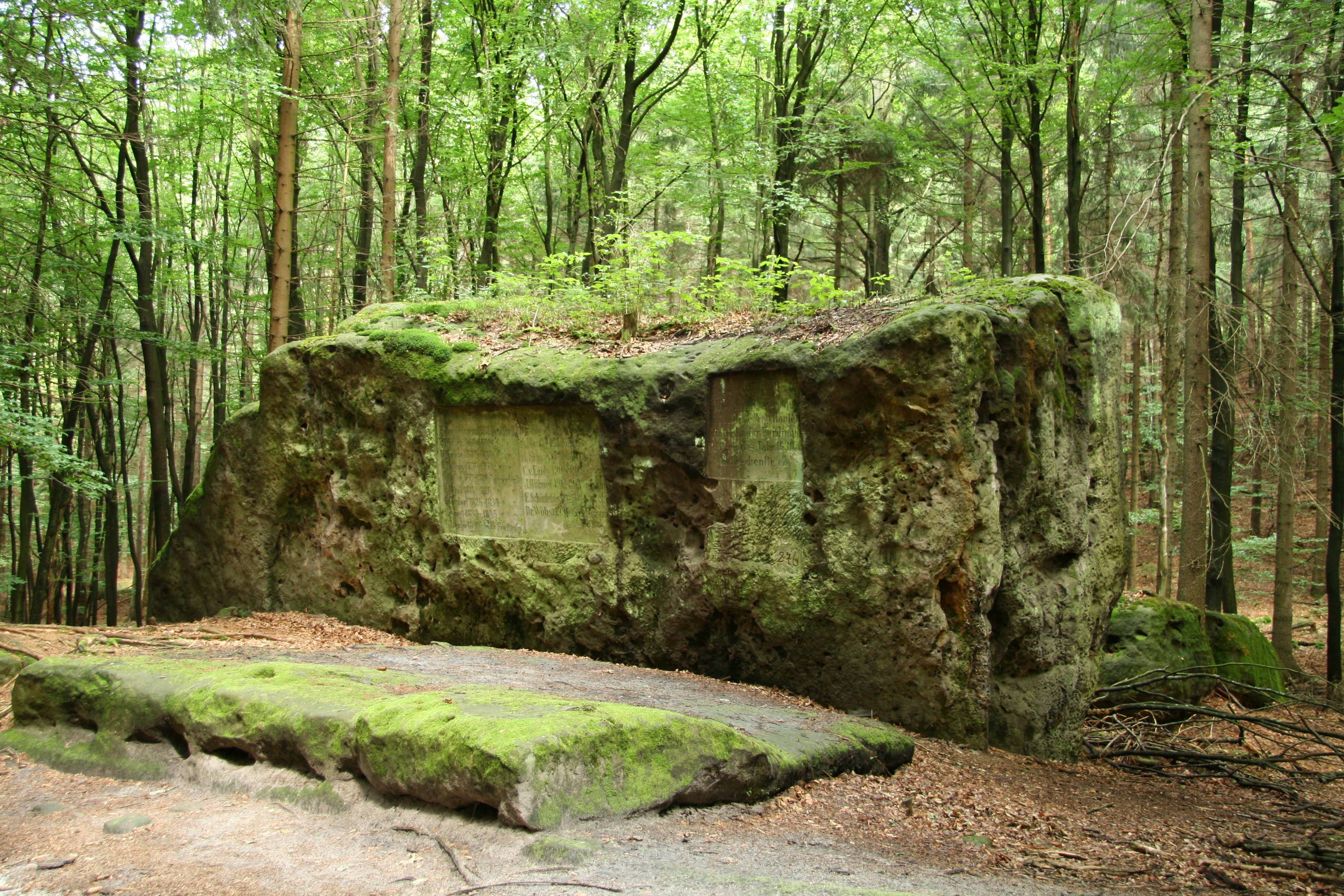
Altarstein

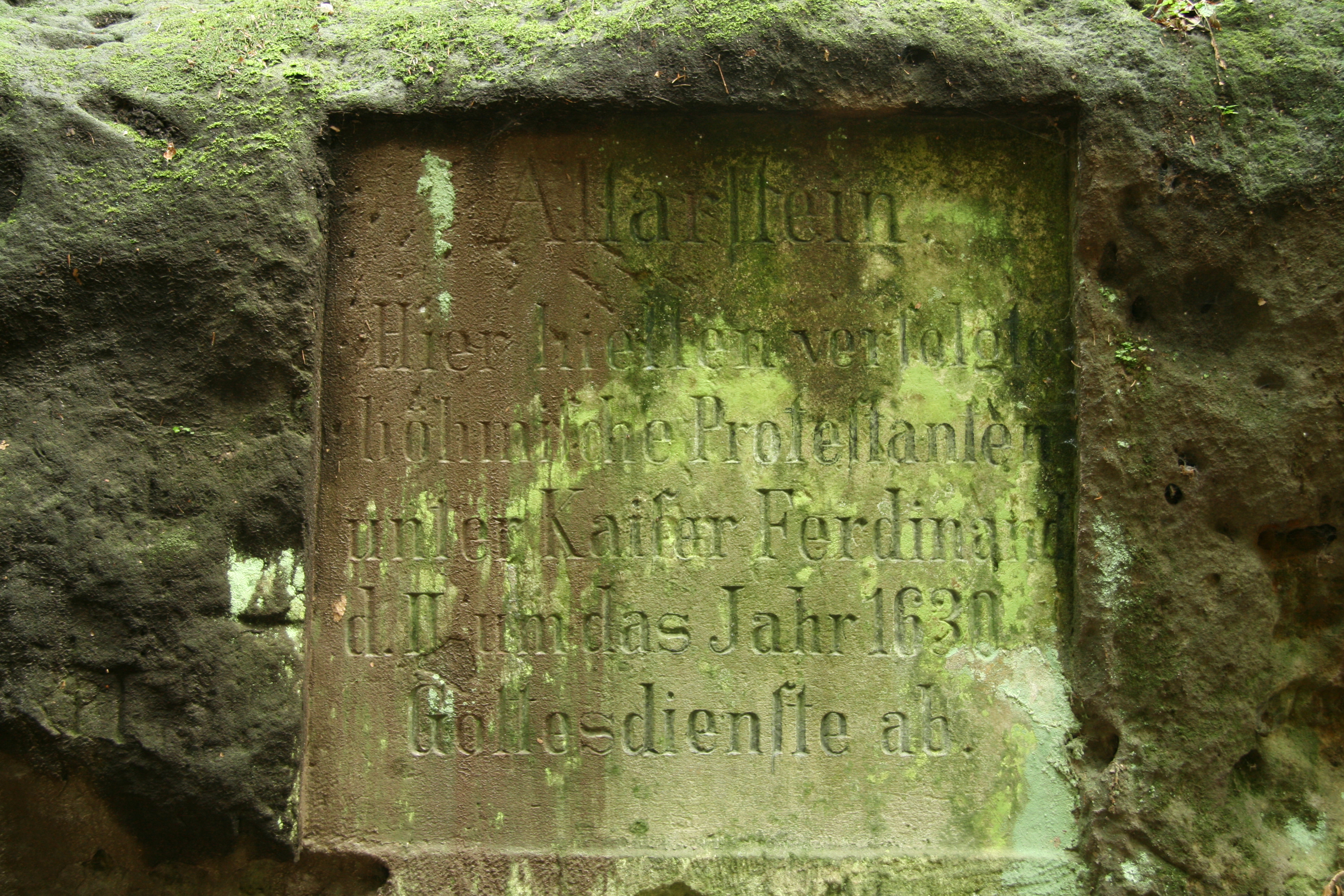
Inschrift des Steins

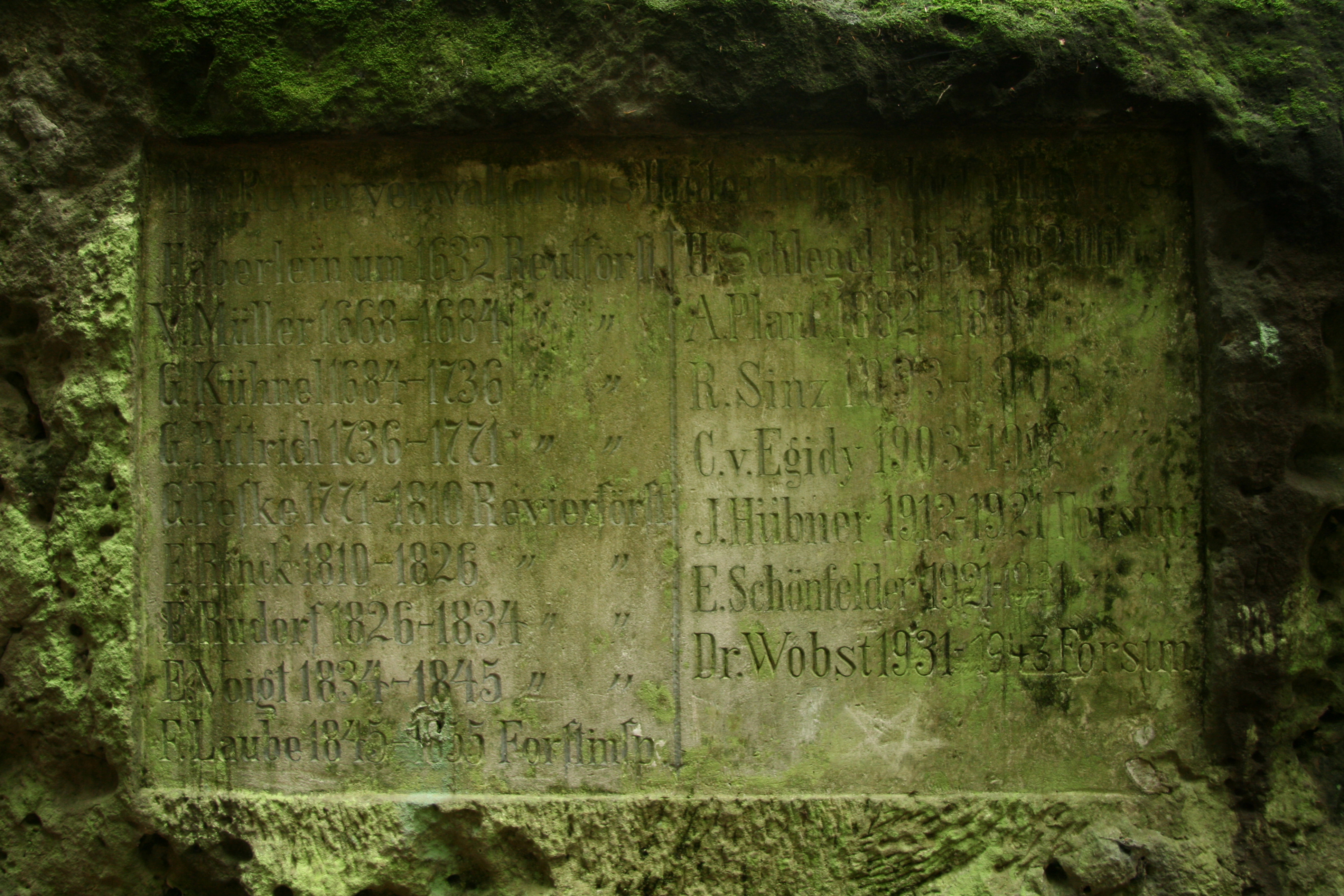
Inschrift des Steins

Der Altarstein ist ein bearbeiteter Sandsteinfelsen in der Hinteren Sächsischen Schweiz. Er befindet sich in Ottendorfer Flur südwestlich des Raumbergs am „Stimmersdorfer Weg“ in einem Seitental des Kirnitzschtals, knapp nördlich der Grenze zu Tschechien und erinnert der Überlieferung nach an verfolgte böhmische Protestanten, die den Stein angeblich als Altar für Gottesdienste genutzt haben sollen. Die älteste Erwähnung des Steins stammt bereits aus der Zeit um 1490.
Wie beim in der Nähe befindlichen Luchsstein wurde auch beim Altarstein ein bereits vorhandener Sandsteinblock bildhauerisch bearbeitet. Der Altarstein hat zwei bearbeitete Felder mit Inschriften. Die eine Inschrift erinnert an die von den Protestanten während des Dreißigjährigen Kriegs abgehaltenen Gottesdienste:

„Hier hielten verfolgte böhmische Protestanten unter Kaiser Ferdinand II. um das Jahr 1630 Gottesdienste ab“

Die zweite Inschrift wurde erst 1893 angebracht. Sie nennt – mit nach 1893 ausgeführten Ergänzungen – die Namen aller Förster des Hinterhermsdorfer Forstreviers von 1632 bis 1943. Ihr fielen allerdings wesentlich ältere Inschriften aus den Jahren 1639 und 1640 zum Opfer, die Wappen, die sächsischen Kurschwerter, Jagdhörner sowie einen hussitischen Kelch zeigten.
Erwähnt wurde der Altarstein bereits wesentlich früher. In einer Grenzurkunde wurde um das Jahr 1490 bereits der Grenzverlauf zwischen der Markgrafschaft Meißen und dem Königreich Böhmen vom Prebischtor bis zum „alterstein“ vermerkt. Auch die Erste Kursächsische Landesaufnahme durch Matthias Oeder im Jahr 1592 nennt den „Alterstein“. Die Bezeichnung des Steins reicht demnach weit vor die Zeit der böhmischen Protestantenverfolgung zurück.